# Casanova de Collsespoies
Casanova de Collsespoies és un edifici del municipi de Sant Julià de Vilatorta (Osona) inclòs a l'Inventari del Patrimoni Arquitectònic de Catalunya.

## Descripció
Es tracta d'un edifici civil.És una masia de planta quadrada coberta a dues vessants i amb el carener paral·lel a la façana, situada a migdia. Consta de planta baixa i pis. La façana presenta un portal rectangular amb una gran llinda datada, amb una finestra a cada costat amb reixes de ferro forjat. A la part dreta s'hi adossa un cos de porxos, amb grans obertures a la planta baixa i al primer pis dues finestres amb els ampits motllurats i un portal que comunica amb el porxo. A la part de davant hi ha un mur que tanca la lliça. També hi ha un gran portal format per dovelles de pedra grisa. A ponent hi ha finestres de construcció recent i uns porxos. Al Nord s'adossa un cos de planta baixa, cobert a una vessant i unit als porxos de ponent. A la resta de l'edifici hi ha diverses obertures. És construït amb maçoneria i pedra vista.
El pou és un element moble. El coll del pou està situat a l'angle sud-est del mas, a uns 10 ó 15 metres. És de forma circular i de dos metres de diàmetre per uns dos metres d'alçada. A la part nord s'hi obre un portalet, amb porta de fusta i una rapissa a cada costat per a posar-hi les galledes. A sota del portalet hi ha una llosa de pedra amb una inscripció.
És construït amb pedra, unida amb fang i cobert amb unes lloses molt gruixudes. Està cobert per vegetació; l'estat de conservació és mitjà.

## Història
Antiga masia que fou masoveria del mas solà de Sant Julià de Vilatorta.
La llinda del portal de migdia està datada al segle xviii (1758) i el pou situat a pocs metres de la casa data del 1760.
Està registrada al Nomenclàtor de la província de Barcelona de 1860, encara que els seus orígens siguin més antics, com en consta per les dates constructives esmentades.
El pou, com la casa, duu una data constructiva que és del s. XVIII.